# Livret de mohel
 (juin 2023).
La mise en forme du texte ne suit pas les recommandations de Wikipédia : il faut le « wikifier ».
Les points d'amélioration suivants sont les cas les plus fréquents :
- Les titres sont pré-formatés par le logiciel. Ils ne sont ni en capitales, ni en gras.
- Le texte ne doit pas être écrit en capitales (les noms de famille non plus), ni en gras, ni en italique, ni en « petit »…
- Le gras n'est utilisé que pour surligner le titre de l'article dans l'introduction, une seule fois.
- L'italique est rarement utilisé : mots en langue étrangère, titres d'œuvres, noms de bateaux, etc.
- Les citations ne sont pas en italique mais en corps de texte normal. Elles sont entourées par des guillemets français : « et ».
- Les listes à puces sont à éviter, des paragraphes rédigés étant largement préférés. Les tableaux sont à réserver à la présentation de données structurées (résultats, etc.).
- Les appels de note de bas de page (petits chiffres en exposant, introduits par l'outil «  Source ») sont à placer entre la fin de phrase et le point final[comme ça].
- Les liens internes (vers d'autres articles de Wikipédia) sont à choisir avec parcimonie. Créez des liens vers des articles approfondissant le sujet. Les termes génériques sans rapport avec le sujet sont à éviter, ainsi que les répétitions de liens vers un même terme.
- Les liens externes sont à placer uniquement dans une section « Liens externes », à la fin de l'article. Ces liens sont à choisir avec parcimonie suivant les règles définies. Si un lien sert de source à l'article, son insertion dans le texte est à faire par les notes de bas de page.
- La présentation des références doit suivre les conventions bibliographiques. Il est recommandé d'utiliser les modèles {{Ouvrage}}, {{Chapitre}}, {{Article}}, {{Lien web}} et/ou {{Bibliographie}}. Le mode d'édition visuel peut mettre en forme automatiquement les références.
- Insérer une infobox (cadre d'informations à droite) n'est pas obligatoire pour parachever la mise en page.

Pour une aide détaillée, merci de consulter Aide:Wikification.
Si vous pensez que ces points ont été résolus, vous pouvez retirer ce bandeau et améliorer la mise en forme d'un autre article.
 (juin 2023).
Si vous disposez d'ouvrages ou d'articles de référence ou si vous connaissez des sites web de qualité traitant du thème abordé ici, merci de compléter l'article en donnant les références utiles à sa vérifiabilité et en les liant à la section « Notes et références ».
La cérémonie de la circoncision juive, brit milah, est pratiquée par un spécialiste appelé mohel. En général, les mohels notent les circoncisions qu'ils ont pratiquées dans de petits livrets, qui sont devenus particulièrement importants dans le domaine de la recherche généalogique.  

## Utilisation et format
Les premières pages d'un livre de mohel sont généralement consacrées aux prières spéciales récitées pendant la brit mila.  
Les autres pages sont utilisées pour enregistrer les détails des circoncisions, notamment le lieu, la date et le nom du garçon qui a été circoncis.   
Les mohels choisissaient souvent des livres plus petits à cette fin, afin de pouvoir les transporter facilement. Souvent, ils décoraient les livres et les pages de titre pour qu'ils ressemblent à des manuscrits médiévaux. À partir du XVIIIe siècle, des carnets de mohel vierges étaient imprimés spécialement pour les inscriptions de circoncision. Aujourd'hui, les informations sont généralement enregistrées sous forme numérique et des efforts sont déployés pour numériser également les livres de mohel existants.

## Importance pour les études généalogiques et géographiques
Alors que les naissances chrétiennes étaient documentées dans les registres des baptêmes, les naissances juives n'étaient pas systématiquement enregistrées. En Europe centrale, les registres des naissances n'ont été introduits qu'après 1876 (à l'exception de la France). Auparavant, les cimetières juifs et les livres de mohel constituaient les sources les plus fiables de noms de familles juives et de lieux de naissance. Cependant, ces livres sont souvent restés dans des mains privées, rendant leur accès difficile pour les chercheurs et les familles effectuant des recherches généalogiques.  
Utilisés conjointement avec les cimetières et les noms de lieux, les livres de mohel peuvent donner un aperçu des mouvements des Juifs en Europe au Moyen Âge et dans les siècles suivants.   

## Exemples historiques connus
- Livre de Mohel d'Henri Levaillant-Guggenheim de Hegenheim (Alsace, France) avec des entrées de 1868 à 1914, Suisse et Alsace.
- Livre de Mohel de Lazarus Lieber Dreyfus d'Endingen (Argovie, Suisse) avec des entrées de 1827 à 1863.
- Livre de Mohel de Meir Bar Jehuda, appelé Leib Ditesheim de Hegenheim (Alsace, France) avec des entrées de 1805 à 1849, Suisse et Alsace.
- Livre de Mohel de Moses Salomon Dreyfus d'Endingen (Argovie, Suisse) avec des entrées de 1823 à 1871.
- Livre de Mohel de Baruch Bloch de Randegg (Autriche) avec des entrées de 1866 à 1871.
- Livre de Mohel avec des entrées de 1751 à 1847, Rhin supérieur.
- Livre de Mohel de Jacob Ulmo de Pfersee près d'Augsbourg (Allemagne) avec des entrées de 1784/85 à 1792.
- Livre de Mohel des ancêtres de Susi Guggenheim-Weil de Gailingen, 18e siècle.

## Galerie

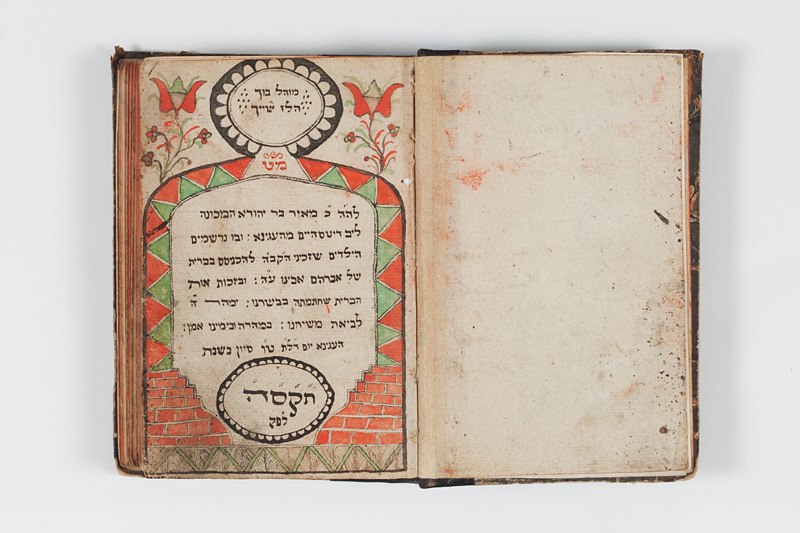
Livre de Mohel de Leib Ditesheim de Hegenheim daté de 1805 à 1849, dans la collection du musée juif de Suisse.
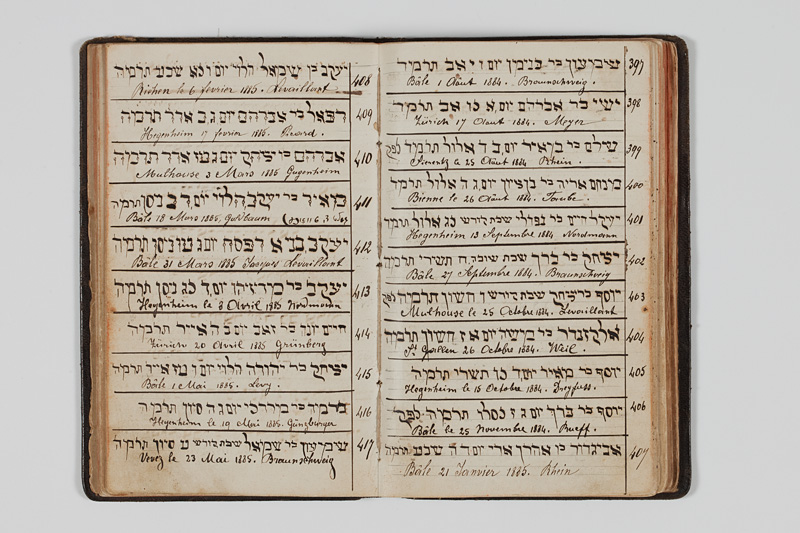
Livre de Mohel d'Henri Levaillant-Guggenheim de Hegenheim (Alsace, France) avec des entrées de 1868 à 1914, Suisse et Alsace.
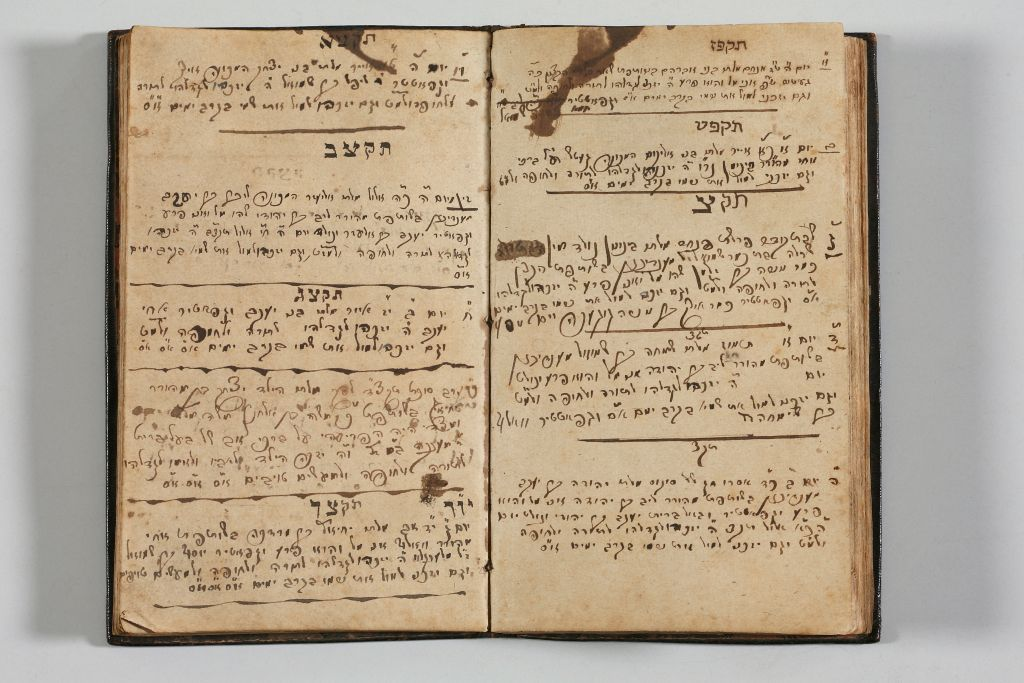
Livre de Mohel de Lazarus Lieber Dreyfus d'Endingen (Argovie, Suisse) avec des entrées de 1827 à 1863.
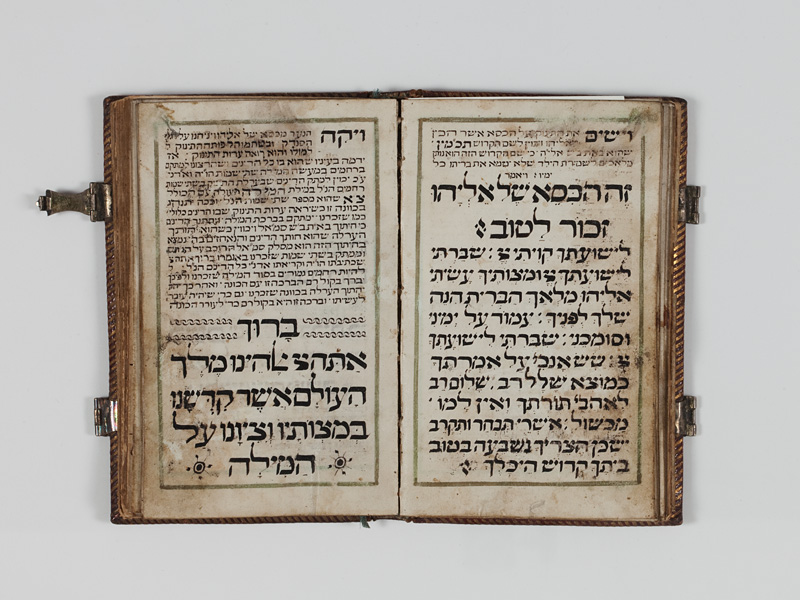
Livre de Mohel avec des entrées de 1751 à 1847, Rhin supérieur.